# Редінг (станція)
51°27′32″ пн. ш. 0°58′20″ зх. д. / 51.459° пн. ш. 0.9722° зх. д.

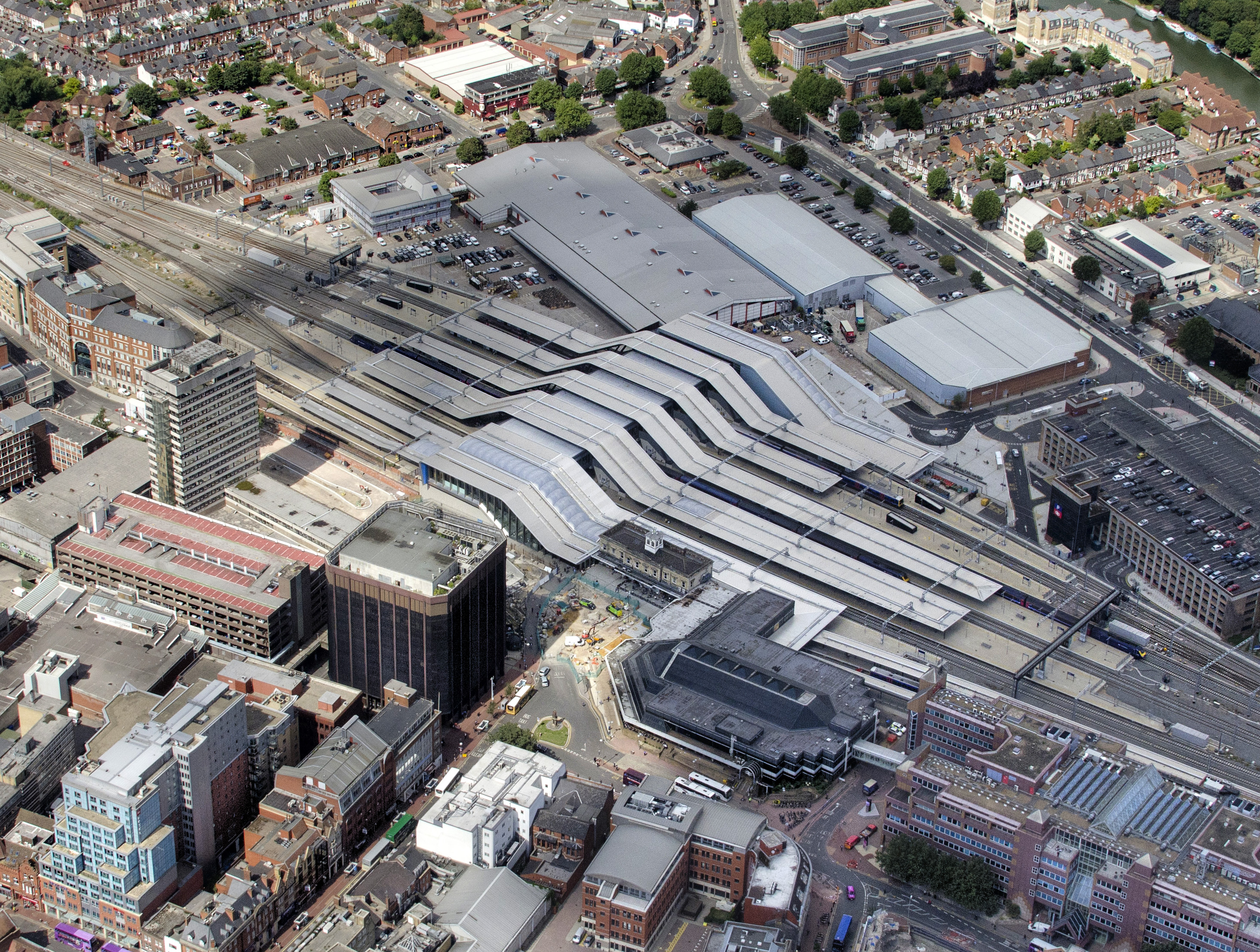
Станція Редінг з висоти пташиного польоту

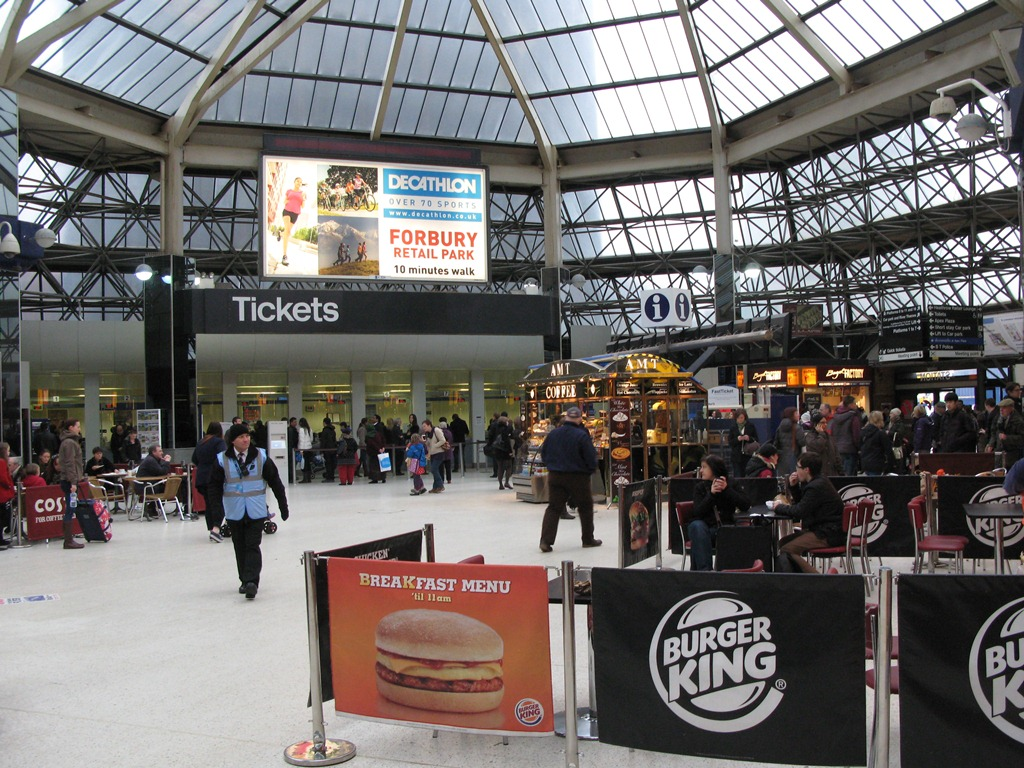
Конкорс станції Редінг

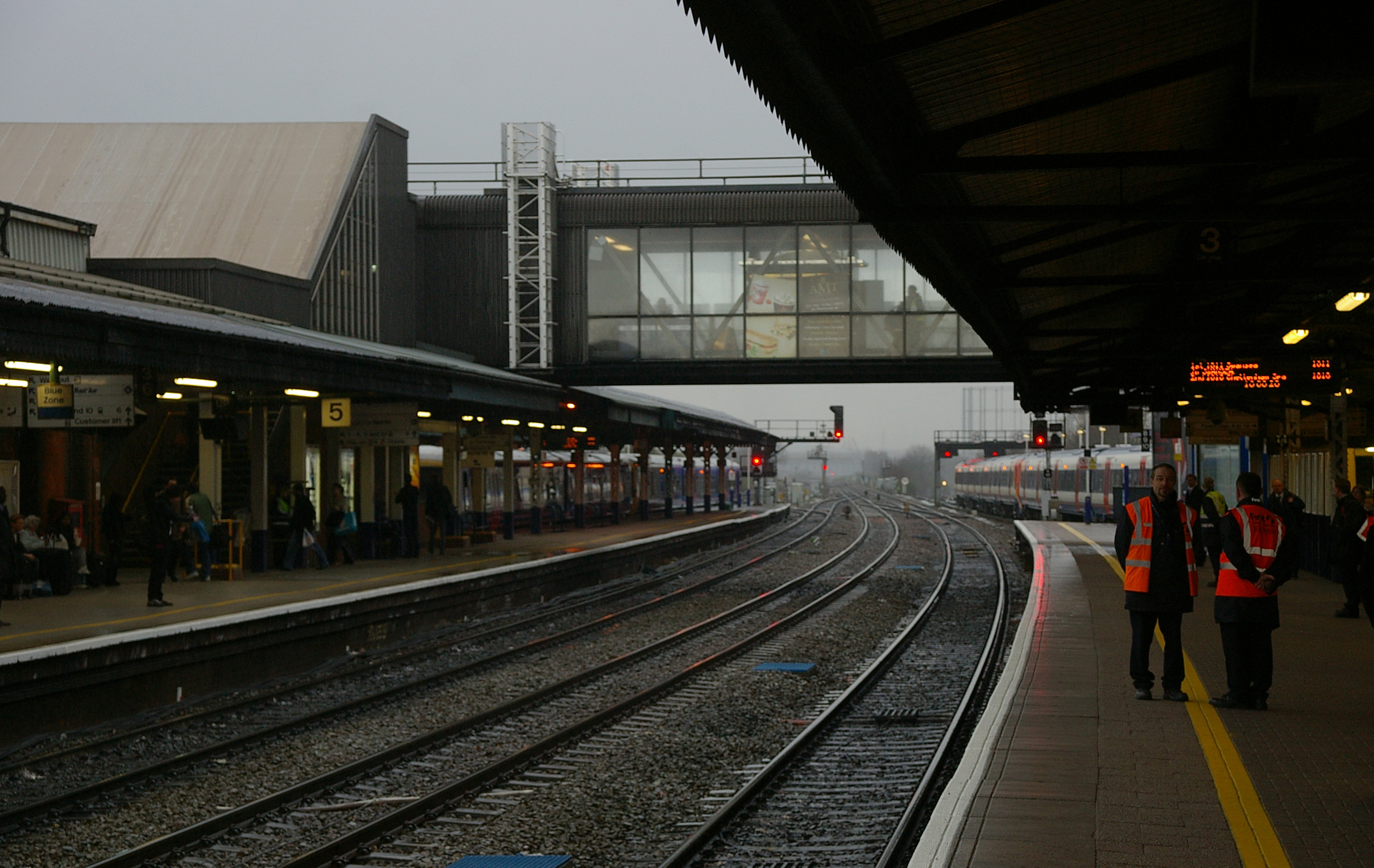
Платформи станції Редінг

Редінг (англ. Reading) — залізнична станція у Редінг, Беркшир, Англія. Розташована у центрі міста, біля основних торговельних та бізнес районів і річки Темза, за 36 км від станції Паддінгтон. Пасажирообіг на 2017/18 — 16.980 млн. осіб. 
Станція обслуговує залізничні компанії: Great Western Railway, CrossCountry, Crossrail та South Western Railway
Електрифікація Great Western main line через станцію Редінг була завершена 2 січня 2018 року на лінії до Паддінгтону та Дідкот-Парквей

## Послуги
| Попередня станція                       | Лінія | Лінія                                                 | Лінія | Наступна станція                       |
| --------------------------------------- | ----- | ----------------------------------------------------- | ----- | -------------------------------------- |
| Гілфорд                                 |       | CrossCountry                                          |       | Оксфорд                                |
| Бейзінгстоук                            |       | CrossCountry                                          |       | Оксфорд                                |
| Кінцева                                 |       | CrossCountry                                          |       | Оксфорд                                |
| Кінцева                                 |       | Great Western Railway North Downs Line                |       | Вокінгем                               |
| Лондон-Паддінгтон                       |       | Great Western Railway Night Riviera                   |       | Тонтон                                 |
| Твайфорд або Мейденгед                  |       | Great Western Railway Great Western Main Line         |       | Тілгерст або Дідкот-Парквей            |
| Слау або Лондон-Паддінгтон              |       | Great Western Railway Great Western Main Line         |       | Дідкот-Парквей або Свіндон або Оксфорд |
| Лондон-Паддінгтон                       |       | Great Western Railway Залізниця Редінг — Тонтон       |       | Ньюбері або Тонтон                     |
| Твайфорд або Слау або Лондон-Паддінгтон |       | Great Western Railway Залізниця Редінг — Тонтон       |       | Теал                                   |
| Кінцева або Слау                        |       | Great Western Railway Залізниця Редінг — Тонтон       |       | Редінг-Вест                            |
| Кінцева                                 |       | Great Western Railway Залізниця Редінг — Бейзінгстоук |       | Редінг-Вест                            |
| Ерлі                                    |       | South Western Railway Залізниця Ватерлоо — Редінг     |       | Кінцева                                |
| Кінцева                                 |       | Crossrail Elizabeth line                              |       | Твайфорд до Аббі-вуд                   |